# Сірко-йодний цикл

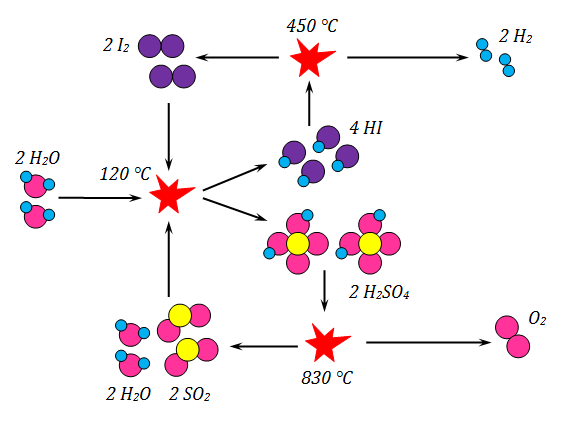
Спрощена схема сірко-йодного циклу

Сірко-йодний цикл (S–I цикл) — це тристадійний термохімічний цикл, який використовується для виробництва водню.
Цикл S–I складається з трьох хімічних реакцій, чистим реагентом яких є вода, а чистими продуктами – водень і кисень. Всі інші хімікати переробляються. Процес S–I вимагає ефективного джерела тепла.

## Опис процесу
Три реакції, які утворюють водень, такі:
1. I2 + SO 2 + 2H2O -тепло → 2HI + H2SO4 (120 °C); Реакція Бунзена
  - Потім HI відокремлюють дистиляцією або гравітаційним розділенням рідина/рідина.
2. 2 H2SO4 +тепло → 2SO2 + 2H2O + O2 (830 °C)
  - Воду, SO2 і залишкову H2SO4 необхідно відокремити від побічного продукту кисню шляхом конденсації.
3. 2HI +тепло → I2 + H2 (450 °C)
  - Йод і будь-яка супутня вода або SO2 відокремлюються шляхом конденсації, а продукт водню залишається у вигляді газу.

Чиста реакція: 2H2O → 2H2 + O2
Сполуки сірки та йоду відновлюються та повторно використовуються, тому процес розглядається як цикл. Цей S–I процес є хімічним тепловим двигуном. Тепло входить у цикл у високотемпературних ендотермічних хімічних реакціях 2 і 3, а тепло виходить із циклу в низькотемпературній екзотермічній реакції 1. Різниця між теплом, що надходить і виходить із циклу, виходить із циклу у вигляді теплоти згоряння утвореного водню.

## Характеристики

### Переваги
- Усі рідини (рідини, гази) повторно використовуються, тому добре підходять для безперервного виробництва
- Прогнозується висока теплова ефективність (близько 50 %)
- Повністю закрита система без побічних продуктів або стоків (крім водню та кисню)
- Підходить для застосування з сонячними, ядерними та гібридними (наприклад, сонячно-викопними) джерелами тепла — якщо можна досягти достатньо високих температур
- Більш розвинені, ніж конкуруючі термохімічні процеси
- Можливість масштабування від відносно невеликих до величезних програм
- Немає необхідності в дорогих або токсичних каталізаторах або добавках
- Більш ефективний, ніж електроліз води (~70-80 % ККД) з використанням електроенергії, отриманої від теплової електростанції (~30-60 % ККД) у поєднанні з ~21-48 % ККД
- Відпрацьоване тепло, придатне для централізованого опалення, якщо потрібна когенерація

### Недоліки
- Потрібні дуже високі температури (щонайменше 850 °C) — недосяжно або важко досягти за допомогою сучасних водно-водяних ядерних реактори або концентрованої сонячної енергії
- Корозійні реагенти, що використовуються як посередники (йод, діоксид сірки, йодоводнева кислота, сірчана кислота); отже, передові матеріали, необхідні для будівництва технологічного апарату
- Необхідний значний подальший розвиток, щоб бути можливим у великому масштабі
- У запропонованому температурному діапазоні сучасні теплоелектростанції можуть досягти ефективності (електровиробництво на вхід тепла) понад 50 %, дещо зводячи нанівець перевагу ефективності
- У разі витоку в навколишнє середовище виділяються їдкі та дещо токсичні речовини, серед яких летючий йод та йодистоводородна кислота
- Якщо водень буде використовуватися для технологічного тепла, необхідні високі температури роблять переваги порівняно з прямим використанням тепла сумнівними.
- Неможливо використовувати нетеплові або низькоякісні джерела теплової енергії, такі як гідроенергія, енергія вітру або найбільш доступна на даний момент геотермальна енергія

## Дослідження
Цикл S–I був винайдений у General Atomics у 1970-х роках. Японське агентство з атомної енергії (JAEA) провело успішні експерименти з циклом S–I у високотемпературному випробувальному реакторі з гелієвим охолодженням, який досяг першої критичності в 1998 році. прагнення використовувати подальші ядерні дуже високотемпературні реактори покоління IV (VHTR) для виробництва промислових кількостей водню. (Японці називають цей цикл циклом IS.) Були розроблені плани випробування більш масштабних автоматизованих систем виробництва водню. Згідно з угодою про Міжнародну ініціативу з дослідження ядерної енергії (INERI), французька CEA, General Atomics і Sandia National Laboratories спільно розробляють сірчано-йодний процес. Додаткові дослідження проводяться в Національній лабораторії Айдахо в Канаді, Кореї та Італії.

### Вимоги до матеріалів
Цикл S–I передбачає роботу з корозійними хімічними речовинами при температурах приблизно до 1000 °C. Вибір матеріалів з достатньою стійкістю до корозії в умовах процесу має ключове значення для економічної життєздатності цього процесу. Запропоновані матеріали включають такі класи: тугоплавкі метали, реактивні метали, суперсплави, кераміка, полімери та покриття. Деякі запропоновані матеріали включають сплави танталу, сплави ніобію, благородні метали, сталі з високим вмістом кремнію, кілька суперсплавів на основі нікелю, муліт, карбід кремнію (SiC), скло, нітрид кремнію (Si3N4) та інші. Нещодавні дослідження масштабованого прототипування свідчать про те, що нові технології поверхні танталу можуть бути технічно й економічно можливим способом створення більш масштабних установок.

## Воднева економіка
Сірчано-йодний цикл був запропонований як спосіб постачання водню для економіки, що базується на водні. Для цього не потрібні вуглеводні, як для сучасних методів парового риформінгу, але потрібне тепло від спалювання, ядерних реакцій або сонячних концентраторів тепла.